# Pupilla
Pupilla ist eine Gattung der Schnecken aus der Familie der Puppenschnecken (Pupillidae); die Familie gehört zur Unterordnung der Landlungenschnecken (Stylommatophora). Die ältesten Formen stammen aus dem Oberen Oligozän (Paläogen).

## Merkmale
Die meist länglich-eiförmigen oder zylinderförmigen Gehäuse sind rechts-, selten auch linksgewunden. Sie werden maximal etwa 5 mm hoch. Es sind fünf bis acht Windungen ausgebildet. Die Oberfläche kann glatt sein, aber auch schwache, dicht stehende Rippen aufweisen. Die Peripherie der Windungen sind wenig bis mäßig gewölbt. Die Mündung ist im Vergleich zur Gehäusegröße klein und rundlich, birnenförmig oder eiförmig. Der Mundsaum ist mehr oder weniger stark nach außen gebogen. Die Mündung ist mit maximal vier Zähne bewehrt; zwei palatale, ein columellarer und ein parietaler Zahn. Die Elemente sind jedoch variabel und können auch komplett reduziert sein. Die Gehäuse sind hellhornfarben bis rotbraun. Die Schale kann dünn bis fest sein.
Im zwittrigen Geschlechtsapparat dringt der Samenleiter apikal in den langen Epiphallus ein. Dieser mündet nahe am Atrium in den Penis. Der kurze und dicke Penis hat am oberen Ende einen sehr langen Appendix. Auch am Epiphallus ist meist noch ein kurzer Appendix vorhanden. Der Retraktormuskel spaltet sich in zwei Stränge auf. Der eine Strang inseriert etwa mittig am Epiphallus, der andere Strang apikal am Penis, meist neben dem Penisappendix. Vagina und freier Eileiter meist lang. Der Stiel der Spermathek weist ein mehr oder weniger langes Divertikel auf.

## Geographische Verbreitung
Die Arten der Gattung Pupilla kommen in Eurasien, Nordamerika, Afrika und Australien vor.

## Taxonomie
Das Taxon Pupilla wurde 1828 von John Fleming in der Synonymie von Pupa vorgeschlagen. Typusart durch Monotypie ist Pupa marginata Draparnaud, 1801, ein jüngeres Synonym von Pupilla muscorum (Linnaeus, 1758)
Schileyko (1998) untergliederte die Gattung in fünf Untergattungen:
- Pupilla (Afripupilla) Pilsbry, 1921
  - Pupilla tetrodus (O. Boettger, 1921)
- Pupilla (Fragipupilla) Schileyko, 1984
  - Pupilla alabiella Schileyko, 1984
  - Pupilla limata Schileyko, 1989
- Pupilla (Omegapilla) Iredale, 1937
  - Pupilla australis Angas, 1864
  - Pupilla nelsoni Cox, 1864
  - Pupilla occidentalis Iredale, 1939
  - Pupilla tasmanica Johnston, 1883
- Pupilla (Pupilla) Fleming, 1828
  - Pupilla alluvionica Meng & Hoffmann, 2008
  - Alpen-Puppenschnecke (Pupilla alpicola (Charpentier, 1837))
  - Pupilla altaica Meng & Hoffmann, 2008
  - Pupilla alticola Ingersoll, 1875
  - †Pupilla anodon (Deshayes, 1863), Chattium[3]
  - Pupilla anzobica Izzatullaev, 1970
  - Pupilla bifurcata Solem, 1989
  - Zweizähnige Puppenschnecke (Pupilla bigranata (Rossmässler, 1839))
  - Pupilla bipapulata Akramowski, 1943
  - Pupilla blandii Morse, 1865[4]
  - Pupilla bogdanovi Urbanski, 1960
  - †Pupilla crossei (Michaud, 1862), Pliozän[3]
  - †Pupilla cupella (Boettger, 1889), Aquitanium, Tortonium[3]
  - †Pupilla diezi (Flach, 1891), Miozän[5]
  - Pupilla eurina (Benson, 1864)
  - Pupilla ficulnea Tate, 1894
  - Pupilla gallae Tzvetkov, 1940
  - Pupilla hebes Ancey, 1881
  - †Pupilla impressa (Sandberger, 1863), Chattium[3]
  - Pupilla inequidentata Schileyko & Almuhambetova, 1979
  - Pupilla inops (Reinhardt, 1877)[6]
  - †Pupilla iratiana (Dupuy, 1850), Sarmatium[7]
  - Pupilla kessneri Solem, 1989
  - Pupilla khunjerabica Auffenberg & Pokryszko, 2009[8]
  - Pupilla kyrostriata Walther & Hausdorf, 2014[9]
  - Pupilla loessica Ložek, 1954, Rezent und Pleistozän
  - †Pupilla lomnickli (Friedberg, 1905), Sarmatium[3]
  - †Pupilla michaudi (Wenz, 1919), Pliozän[3]
  - Moos-Puppenschnecke (Pupilla muscorum (Linnaeus, 1758)) (mit den Unterarten Pupilla muscorum muscorum und Pupilla muscorum xerobia (Pilsbry 1948)[4])
  - Pupilla obliquicosta Smith, 1892
  - Pupilla paraturcmenica Hlaváč & Pokryszko, 2009[8]
  - †Pupilla parvula (Deshayes, 1863), Chattium[3]
  - Feuchtwiesen-Puppenschnecke (Pupilla pratensis (Clessin, 1871))
  - Pupilla satparanica Pokryszko & Auffenberg, 2009[8]
  - Pupilla seminskii Meng & Hoffmann, 2009
  - †Pupilla shantungensis Yen & Kühn, 1969[10]
  - Pupilla sonorana Sterki, 1899
  - Gestreifte Puppenschnecke (Pupilla sterrii (v. Voith, 1840))
  - Pupilla striopolita Schileyko, 1984
  - †Pupilla submuscorum (Gottschick & Wenz, 1919), Sarmatium[3]
  - Pupilla syngenes Pilsbry, 1890
  - Pupilla talassika Meng, 2008, Pleistozän
  - Dreizähnige Puppenschnecke (Pupilla triplicata (Studer, 1820))
  - Pupilla turcmenia (Boettger, 1889)
  - Pupilla ziaratana Pokryszko & Auffenberg, 2009[8]
- Pupilla (Striopupilla) Pilsbry, 1921
  - Pupilla goniodon Pilsbry, 1927
  - Pupilla guadalupensis Pilsbry, 1927
  - Pupilla sterkiana (Pilsbry, 1890)

Es ist äußerst zweifelhaft, ob die in der „Checklist of Indian Land Mollusca“ aufgeführten Pupilla-Arten tatsächlich zu dieser Gattung gehören. Einige Arten gehören sicher zu anderen Gattungen:
- - Pupilla barrackporensis Gude (= Insulipupa malayana (Issel, 1874)[12])
  - Pupilla brevicostis (Benson, 1849) (= ?)
  - Pupilla diopsis (Benson, 1863)(= ?Gibbulinopsis diopsis (Benson, 1863)[13])
  - Pupilla gutta (Benson, 1864) (= ?)
  - Pupilla muscerda (Benson, 1853)(= Microstele muscerda (Benson, 1853)[14])
  - Pupilla muscorum asiatica (Moellendorff, 1902) (?= Pupilla loessica Ložek, 1954[15] oder Syn. von Pupilla muscorum (Linnaeus, 1758)[16])
  - Pupilla salmensis (Blanford) (= ?)
  - Pupilla seriola (Benson, 1863) (= ?Gibbulinopsis seriola (Benson, 1863)[13])

Die in der IUCN Red List of Threatened Species verzeichnete Pupilla pupula (Deshayes, 1863) von der Insel Réunion wird heute zur Gattung Gibbulinopsis gestellt.

## Belege

### Online
- AnimalBase: Pupilla Fleming, 1828